# 30249 Zamora
30249 Zamora è un asteroide della fascia principale. Scoperto nel 2000, presenta un'orbita caratterizzata da un semiasse maggiore pari a 2,2955675 UA e da un'eccentricità di 0,1376911, inclinata di 5,57790° rispetto all'eclittica.